# 西方魮
西方魮（学名：Barbus bynni occidentalis）為輻鰭魚綱鯉形目鯉科的其中一個種。分布於非洲塞內加爾、尼日、查德，本魚背鰭上緣些微地凹曲。體淡黃色，具些微橘色在側邊，淺灰色的背面上。幼魚及稚魚的尾部橘色，成魚則為灰色，背鰭硬棘1枚；背鰭軟條13枚；臀鰭軟條8枚，體長可達6.5公分，可做為食用魚及觀賞魚。

## 扩展阅读
維基物種上的相關：西方魮